# Meulan-en-Yvelines
Meulan-en-Yvelines là một xã trong vùng hành chính Île-de-France, thuộc tỉnh Yvelines, quận Mantes-la-Jolie, tổng Meulan. Tọa độ địa lý của xã là 49° 00' vĩ độ bắc, 01° 54' kinh độ đông. Meulan nằm trên độ cao trung bình là 25 mét trên mực nước biển, có điểm thấp nhất là 18 mét và điểm cao nhất là 117 mét. Xã có diện tích 3,46 km², dân số vào thời điểm 1999 là 8394 người; mật độ dân số là 2426 người/km².

## Địa điểm tham quan
- Nhà thờ Saint-Nicolas, được xây khoảng năm 1150.